# Aikikai
La Fundació Aikikai és una organització que es va crear el 1940 per Kisshomaru Ueshiba (tercer fill de Morihei Ueshiba) per promoure el desenvolupament de l'aikido. El seu principal objectiu és classificar, transmetre i donar difusió a l'ensenyament deixat per O Sensei.
Després de la mort de Kisshomaru Ueshiba, la fundació Aikikai la va presidir Doshu Moriteru Ueshiba. El dojo central de l'Aikikai és l'Aikikai Hombu Dojo, situat a Shinjuku, Tòquio.

## Fundació Aikikai
La Aikikai Foundation (財団法人合気会, Zaidan Hōjin Aikikai) és l'organització original d'aikido. Ha estat una entitat incorporada al Japó des de 1940 amb el nom Kobukai Foundation (財団法人皇武会, Zaidan Hojin Kobukan), després es va tornar a registrar amb el nom "Aikikai" després de l'aixecament de la prohibició de la pràctica d'Aikido. pel GHQ el 1948. Està encapçalat pel doshu, el successor vivent del fundador de l'aikido. En el seu nom, Kai (会) simplement significa assemblea o club.
La Fundació Aikikai opera el Hombu dojo, que també s'anomena Seu Mundial d'Aikido. De vegades s'anomena Aikikai Hombu per distingir-lo de la seu de les organitzacions d'aikido posteriors. Es troba a Tòquio. El terme "Hombu" de vegades pot ser utilitzat de manera vaga per referir-se als nivells superiors dels instructors del dojo Hombu, o a la mateixa Fundació Aikikai.
La Fundació Aikikai també gestiona actualment un dojo satèl·lit, l'històric Dojo Iwama a la Ibaraki (a uns 100 km al nord-est de Tòquio).
La Fundació Aikikai envia instructors per tot el Japó de manera contínua. També emet certificats de qualificació i títols d'instructor legitimats pel Doshu a tot el món. L'abril de 2012, la Fundació Aikikai es va convertir en "Associacions d'interès públic (Japó)"